# Thanh điệu

Sáu thanh điệu tiếng Việt

Thanh điệu (tiếng Anh: tone) là việc sử dụng cao độ trong ngôn ngữ để phân biệt nghĩa từ vựng hoặc ngữ pháp—đó là, để phân biệt hoặc biến tố từ. Tất cả ngôn ngữ nói sử dụng cao độ để bộc lộ cảm xúc và thông tin ngôn ngữ học phụ khác và truyền đạt sự nhấn mạnh, độ tương phản và các đặc điểm khác như vậy trong cái được gọi là ngữ điệu, nhưng không phải tất cả ngôn ngữ cũng sử dụng thanh điệu để phân biệt tự và biến tố của chúng, tương tự với phụ âm và nguyên âm. Những ngôn ngữ có đặc điểm này được gọi là ngôn ngữ thanh điệu; các mẫu thanh điệu khác biệt của một ngôn ngữ như vậy thường được gọi là thanh vị,, bằng cách tương tự với âm vị. Các ngôn ngữ thanh điệu là phổ biến ở Đông và Đông Nam Á, châu Phi, các châu Mỹ và Thái Bình Dương.
Ngôn ngữ thanh điệu khác với ngôn ngữ giọng cao độ ở chỗ các ngôn ngữ thanh điệu có thể có mỗi âm tiết với một thanh điệu độc lập trong khi các ngôn ngữ giọng cao độ có thể có một âm tiết trong một từ hoặc hình vị nổi bật hơn các âm tiết khác.

## Chức năng
Nhiều ngôn ngữ sử dụng cao độ như là ngữ điệu để truyền đạt ngôn điệu và ngữ dụng, nhưng điều này không biến chúng thành ngôn ngữ thanh điệu. Trong các ngôn ngữ thanh điệu, mỗi âm tiết có một đường viền cao độ vốn có, và do đó tồn tại các cặp từ tối thiểu (hoặc tập hợp tối thiểu lớn hơn) giữa các âm tiết có cùng đặc điểm phân đoạn (phụ âm và nguyên âm) nhưng thanh điệu khác nhau. Tiếng Việt và tiếng Trung Quốc đã nghiên cứu nhiều về hệ thống thanh điệu, cũng như giữa các phương ngữ khác nhau của chúng.
Dưới đây là bảng sáu thanh điệu tiếng Việt và giọng thanh điệu hoặc dấu phụ tương ứng của chúng:

Vietnamese tones ngang ("flat"), huyền ("deep" or "falling"), sắc ("sharp" or "rising"), nặng ("heavy" or "down"), hỏi ("asking"), and ngã ("tumbling")

| Tên thanh điệu | ID thanh điệu | VNI/Telex/VIQR | Mô tả                           | Đường nét thanh điệu Triệu     | Đường nét thanh điệu Triệu | Dấu phụ | Ví dụ |
| Tên thanh điệu | ID thanh điệu | VNI/Telex/VIQR | Mô tả                           | Miền Bắc                       | Miền Nam                   | Dấu phụ | Ví dụ |
| -------------- | ------------- | -------------- | ------------------------------- | ------------------------------ | -------------------------- | ------- | ----- |
| ngang          | A1            | [mặc định]     | bằng giữa                       | ˧ (33) or ˦ (44)               | ˧ (33) or ˦ (44)           | ◌       | ma    |
| huyền          | A2            | 2 / f / `      | xuống thấp (bật thở)            | ˧˩ (31) or ˨˩ (21)             | ˧˩ (31) or ˨˩ (21)         | ◌̀       | mà    |
| sắc            | B1            | 1 / s / '      | lên giữa, tense                 | ˧˥ (35) or ˦˥ (45)             | ˧˥ (35) or ˦˥ (45)         | ◌́       | má    |
| nặng           | B2            | 5 / j / .      | mid falling, glottalized, heavy | ˧ˀ˨ʔ (3ˀ2ʔ) or ˧ˀ˩ʔ (3ˀ1ʔ)     | ˨˩˨ (212)                  | ़        | mạ    |
| hỏi            | C1            | 3 / r / ?      | mid falling(-rising), emphasis  | ˧˩˧ (313) or ˧˨˧ (323) or (31) | ˧˨˦ (324) or ˨˩˦ (214)     | ◌̉       | mả    |
| ngã            | C2            | 4 / x / ~      | mid rising, glottalized         | ˧ˀ˥ (3ˀ5) or ˦ˀ˥ (4ˀ5)         | ˧˨˦ (324) or ˨˩˦ (214)     | ◌̃       | mã    |

## Các ngôn ngữ có thanh điệu
Hầu hết các ngôn ngữ ở châu Phi cận Sahara đều có thanh điệu, ngoại trừ tiếng Swahili ở phía đông và tiếng Wolof, tiếng Fulani ở phía tây. Nhóm ngôn ngữ Tchad, nhóm ngôn ngữ Omo và một số nhánh mở rộng của nhóm ngôn ngữ Cushit thuộc ngữ hệ Phi-Á là những ngôn ngữ có thanh điệu  trong khi các ngôn ngữ chị em của chúng như nhóm ngôn ngữ Semit, nhóm ngôn ngữ Berber và tiếng Ai Cập thì không có thanh điệu.
Một số ngôn ngữ ở Đông Á và Đông Nam Á có thanh điệu, bao gồm tất cả ngôn ngữ tại Trung Quốc , tiếng Việt, tiếng Thái và tiếng Lào. Một số ngôn ngữ Đông Á như tiếng Myanma, tiếng Hàn và tiếng Nhật có hệ thống thanh điệu đơn giản hơn. Tuy nhiên, một số ngôn ngữ trong vùng này hoàn toàn không có thanh điệu như tiếng Mông Cổ, tiếng Khmer và tiếng Mã Lai. Trong số nhóm ngôn ngữ Tây Tạng, tiếng Trung Tạng (gồm các phương ngữ ở thủ phủ Lhasa) và tiếng Tạng Kham thì có thanh điệu, ngược lại tiếng Tạng Amdo và tếng Ladakh thì không có.
Một số ngôn ngữ bản địa ở Bắc Mỹ và Nam Mỹ có thanh điệu, như nhóm ngôn ngữ Athabaska ở Alaska và đông nam Hoa Kỳ (bao gồm tiếng Navajo), và đặc biệt là ngữ hệ Oto-Mangue ở Mexico. Ngữ hệ Maya hầu hết không có thanh điệu, trừ tiếng Maya Yucatec (có số người nói lớn nhất), tiếng Uspantek và một phương ngữ của tiếng Tzotzil có hệ thống thanh điệu đơn giản.
Tại châu Âu, tiếng Na Uy, tiếng Thụy Điển, tiếng Latvia, tiếng Litva, tiếng Serbo-Croatia, một số phương ngữ của tiếng Slovenia và tiếng Limburg có hệ thống thanh điệu đơn giản. Các ngôn ngữ Ấn-Âu có thanh điệu khác, được nói ở tiểu lục địa Ấn Độ là tiếng Punjab, tiếng Lahnda, và nhóm ngôn ngữ Tây Pahar.
Các ngôn ngữ có thanh điệu bao gồm:
- Một số ngôn ngữ Hán-Tạng, trong đó hầu hết là những ngôn ngữ quan trọng. Một số dạng tiếng Trung có thanh điệu phức tạp (ngoại trừ tiếng Thượng Hải); trong khi một số ngôn ngữ Tạng như tiếng Tạng Lhasa chuẩn, và tiếng Bhutan có thanh điệu đơn giản. Tuy nhiên, tiếng Nepal Bhasa, ngôn ngữ gốc ở Kathmandu, thì không có thanh điệu, giống như một số phương ngữ Tây Tạng và nhiều ngôn ngữ Tạng-Miến khác.
- Trong Ngữ hệ Nam Á, tiếng Việt và ngôn ngữ khác trong ngữ chi Việt thì có hệ thống thanh điệu phức tạp. Các ngôn ngữ khác của ngữ hệ này như tiếng Môn, tiếng Khmer và các ngôn ngữ Munda thì không có thanh điệu.
- Toàn ngữ hệ Tai-Kradai, được sử dụng chủ yếu ở Trung Quốc, Việt Nam, Thái Lan và Lào, thì có hệ thống thanh điệu phức tạp.
- Ngữ hệ H'Mông-Miền có hệ thống thanh điệu phức tạp.
- Nhiều ngôn ngữ Phi-Á thuộc nhóm ngôn ngữ Tchad, Cushit và Omo có hệ thống thanh điệu đơn giản, như tiếng Hausa ở Tchad. Nhiều ngôn ngữ Omo khá phức tạp về thanh điệu. Tuy nhiên nhiều ngôn ngữ trong các ngôn ngôn ngữ nêu trên như tiếng Somali của nhóm ngôn ngữ Cushit không có thanh điệu.
- Đa phần ngữ hệ Niger-Congo như tiếng Ewe, tiếng Igbo, tiếng Lingala, tiếng Maninka, tiếng Yoruba và tiếng Zulu, có hệ thống thanh điệu đơn giản. Nhóm ngôn ngữ Kru có hệ thống thanh điệu kín. Các ngôn ngữ Niger-Congo không thanh điệu đáng chú ý gồm tiếng Swahili, tiếng Fula và tiếng Wolof.
- Hầu như tất cả ngôn ngữ Nin-Sahara có hệ thống thanh điệu đơn giản.
- Tất cả các ngôn ngữ Khoisan ở Nam Phi có hệ thống thanh điệu kín.
- Gần một nửa nhóm ngôn ngữ Athabaska, như tiếng Navajo, có hệ thống thanh điệu đơn giản (các ngôn ngữ ở California, Oregon, một số ở Alaska)
- Ngữ hệ Iroquois có thanh điệu, như tiếng Mohawk có ba thanh.
- Tất cả các ngôn ngữ Oto-Manguea có thanh điệu.

Tiếng Việt sử dụng bảng chữ cái Latin và có sáu thanh điệu được ghi bằng các dấu thanh đặt trên hoặc dưới nguyên âm chính: huyền, ngã, hỏi, sắc, nặng và không dấu (tức không có dấu nào cả). Việc đặt dấu thanh đối với các từ sử dụng âm đệm w kết hợp với nguyên âm i (được viết là uy) đồng thời không có phụ âm cuối hiện đang còn gây tranh cãi.